# Klettwitz
Klettwitz è una frazione del comune tedesco di Schipkau, nel Brandeburgo.
Nelle sue vicinanze è situato il circuito automobilistico denominato EuroSpeedway Lausitz (nel passato noto anche come Lausitzring).

## Storia
Klettwitz fu nominata per la prima volta nel 1370.
Il 31 dicembre 2001 il comune di Klettwitz venne aggregato al comune di Schipkau.